# Kevin Carter
Kevin Carter (Johannesburg, 13 de setembre de 1960 - Johannesburg, 27 de juliol de 1994) fou un reporter gràfic sud-africà que guanyà el premi Pulitzer l'any 1994.
El seu treball més important fou la fotografia d'una petita nena sudanesa famèlica, rere la qual hi havia un voltor a l'aguait. La foto va ser publicada en el New York Times el 26 de març de 1993 i va recórrer el món sencer. Va rebre el premi Pulitzer i fou escollida com la fotografia que millor representa els últims 70 anys d'història de la humanitat.

## La foto
Per aconseguir una foto millor va romandre a l'escena durant vint minuts, esperant que el voltor obrís les ales, la qual cosa no va arribar a ocórrer. Segons Carter, la nena va poder aixecar-se i continuar el seu camí. Tot i això, el fotògraf fou objecte de dures crítiques per aprofitar la situació en pro de la seva pròpia fama, en comptes d'ajudar la nena. Se'l va arribar a comparar amb el mateix voltor de la imatge.
Hi va haver un intent de justificació en un discurs, explicant que la nena només estava fent les seves necessitats, i que la tribu es trobava a 20 metres d'ella. D'altra banda, l'única justificació de la presència del voltor és que esperava la seva ració de menjar (fruit d'una investigació cropològica).
| «    | "És la foto més important de la meva carrera, però no n'estic orgullós, no vull ni veure-la, l'odio. Encara em penedeixo de no haver ajudat a la nena." | » |
| — KC | |   |

Després d'això, va passar a ser un fotògraf de naturalesa. Després de la pressió de les crítiques i la mort d'un amic, Ken Oosterbroek, assassinat el 18 d'abril de 1994 durant un tiroteig que cobria a Tokoza (Johannesburg), Carter va llevar-se la vida dos mesos més tard, prop del riu on jugava quan era petit, aparcant la furgoneta i connectant una mànega al tub d'escapament.